# Clérey-sur-Brenon
Clérey-sur-Brenon är en kommun i departementet Meurthe-et-Moselle i regionen Grand Est (tidigare regionen Lorraine) i nordöstra Frankrike. Kommunen ligger i kantonen Vézelise som tillhör arrondissementet Nancy. År 2022 hade Clérey-sur-Brenon 57 invånare.

## Befolkningsutveckling
Antalet invånare i kommunen Clérey-sur-Brenon
| Referens: INSEE |